# Pannal
Pannal är en ort i Storbritannien.   Den ligger i grevskapet North Yorkshire och riksdelen England, i den centrala delen av landet, 290 km norr om huvudstaden London. Pannal ligger 88 meter över havet och antalet invånare är 2 301.
Terrängen runt Pannal är lite kuperad, och sluttar österut. Runt Pannal är det ganska tätbefolkat, med 248 invånare per kvadratkilometer. Närmaste större samhälle är Leeds, 18,2 km söder om Pannal. Omgivningarna runt Pannal är en mosaik av jordbruksmark och naturlig växtlighet.